# Rufus Daniel Isaacs
Rufus Daniel Isaacs (posteriorment Rufus Isaacs), 1r Marqués de Reading, GCB, GCSI, GCIE, GCVO, PC, KC, (10 d'octubre de 1860 – 30 de desembre de 1935), va ser un polític i jurista britànic.
Fill d'un venedor de fruita jueu de Spitalfields, va estudiar al University College School i amb 15 anys començà a treballar al negoci familiar. Entre 1976 i 1877 va ser el noi dels encàrrecs i posteriorment treballà com a corredor de borsa (1880-84) i com a cambrer, al Middle Temple el 1887.

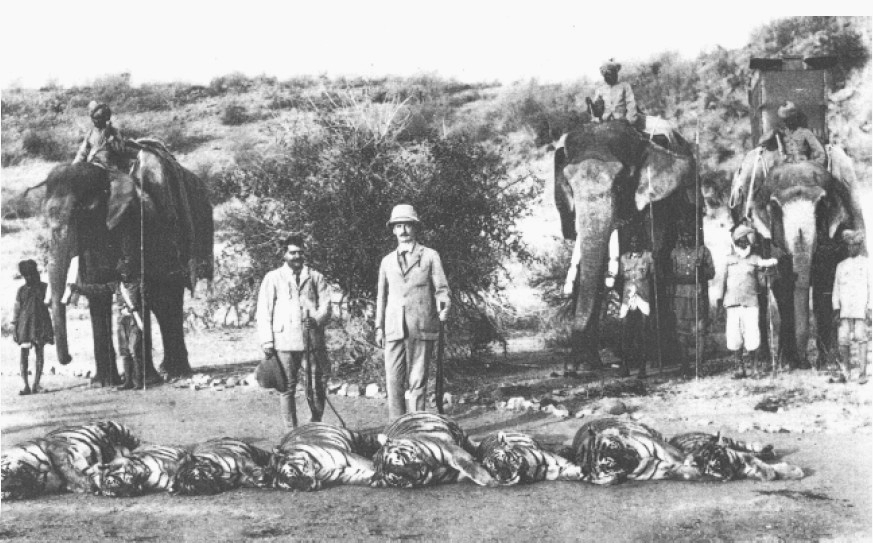
Lord Reading caçant tigres al Nepal

Ja com a pròsper advocat, va adquirir renom a l'Afer del Gos Marró en un cas de libel el 1903 i al cas Whitaker Weight el 1904. Aquell any ingressà a la Cambra dels Comuns com a membre del Partit Liberal, escó que ocuparia fins al 1913. durant aquest període, serví com a Advocat General per a Anglaterra i Gal·les i com a Fiscal General als governs de Sir Henry Campbell-Bannerman i Herbert Henry Asquith. El 1913 va ser nomenat Lord President de la Cort Suprema d'Anglaterra i Gal·les, càrrec que ocuparia fins al 1921.
El 1918 va ser nomenat Ambaixador als Estats Units, càrrec que ocupà fins al 1919, tot i que continuà exercint com a Lord President de la Cort Suprema. El 1921, renuncià al càrrec per ser nomenat Virrei de l'Índia. Encara que era partidari d'una política de conciliació, no dubtà en usar la força en diverses ocasions i va fer empresonar a Mahatma Gandhi el 1922. Durant el Govern Nacional de MacDonald a l'agost de 1931, serví breument com a Secretari d'Estat d'Afers Exteriors, però es veié obligat a renunciar al càrrec al novembre per motius de salut.
Isaacs va viure a Foxhill House, a Earley, prop de Reading, i el 1914 va ser ennoblit com a Baró Reading, sent elevat el 1916 a Vescomte Reading el 1916, i Comte d'Earling amb el títol subsidiari de Vescomte Erleigh el 1917; i finalment Marquès de Reading el 1926. Aquest és el títol més alt al que ha arribat un jueu entre la noblesa britànica.
Juntament amb Alfred Mond i amb Herbert Samuel, Isaacs va ser el fundador de la companyia precursora de la Israel Electric Corporation al Mandat Britànic de Palestina. A Tel-Aviv hi ha una central elèctrica que porta el seu nom.